# Černá kočka, bílý kocour
Černá kočka, bílý kocour je koprodukční film srbského režiséra Emira Kusturici z roku 1998.
Na 55. MFF v Benátkách v roce 1998 získal film Stříbrného lva za režii.